# Мавра и Бритта
Мавра и Бритта (Maura, Britta, IV век) — святые девы Туренские, мученицы. День памяти — 15 января.
Святые Мавра и Бритта почитаются как святые, однако их житие утрачено. Согласно св. Григорию Турскому их св. мощи были обретены его предшественником, святым Евфронием в VI веке.
Этих святых мучениц часто отождествляют со святыми Байа и Маврой.